# Piedra de Kylver
La piedra de Kylver (G 88) es una piedra rúnica sueca datada alrededor del año 400. Se encontró en una granja en Kylver, Stånga (Gotland) en 1903. La piedra es una roca plana que se utilizó para sellar una tumba, con la inscripción situada en su parte inferior, por lo que no podía leerse desde fuera.
La piedra tiene en su inscripción uno de los ejemplos más antiguos de lista secuenciada de las 24 runas del alfabeto futhark antiguo, en el siguiente orden:
Las letras latinas equivalentes son: [f] u þ a r k g [w] h n i j p ï z s t b e m l ŋ d  o. Las runas equivalentes a la a, s y b aparecen en imagen especular respecto a sus formas posteriores, y la de la z boca abajo.
Tras la última runa del alfabeto aparece una columna con forma de abeto, son runas tiwaz apiladas, que comúnmente se cree que se usaban como hechizo. Y más a la derecha aparece grabada la palabra sueus. El significado de esta última palabra es desconocido, pero se cree que también estaría relacionado con la magia. Cabe destacar que esta última inscripción usa la versión de la runa sól, que equivale a la s, del futhark joven, lo que hace pensar que es posterior a la anterior.
La piedra de Kylver se trasladó de su ubicación original en Gotland al museo nacional de antigüedades de Estocolmo, aunque actualmente no está en exhibición.